# 미쓰비시 챌린저
미쓰비시 챌린저(Mitsubishi Challenger)는 미쓰비시 자동차 공업의 스포츠 유틸리티 자동차이다. 2세대부터는 일본을 제외한 해외에서만 판매되며, 주로 파제로 스포츠 또는 몬테로 스포츠 등의 차명으로 판매되고 있다.

## 1세대

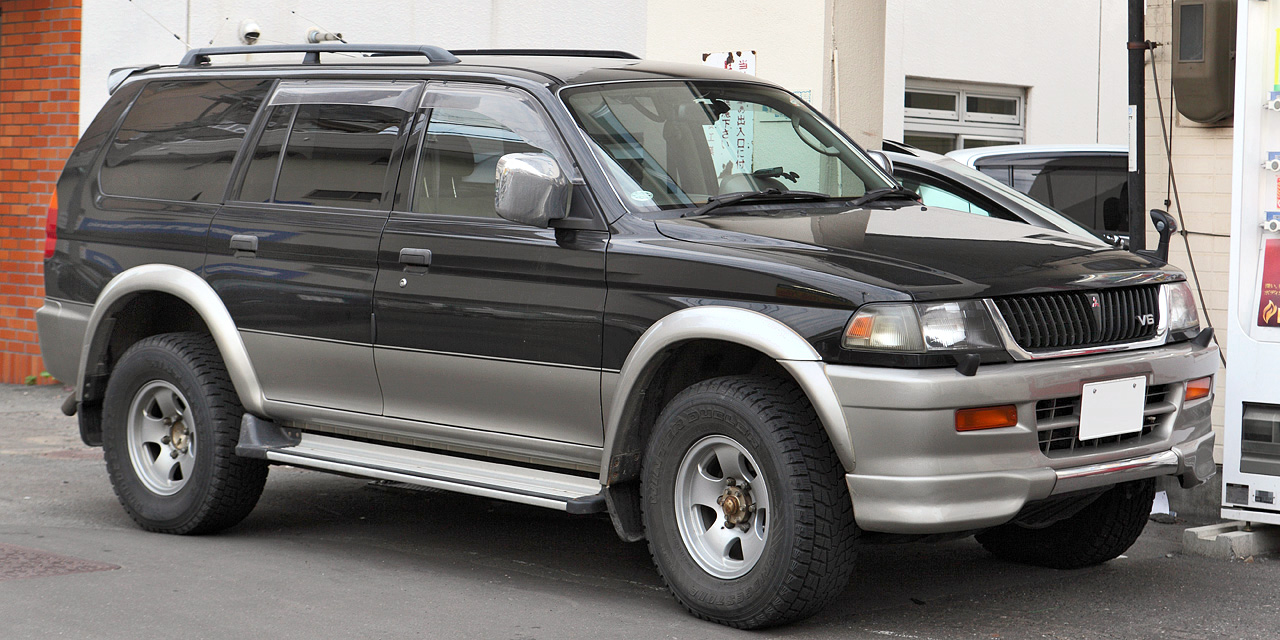
미쓰비시 챌린저(전기형) 정측면

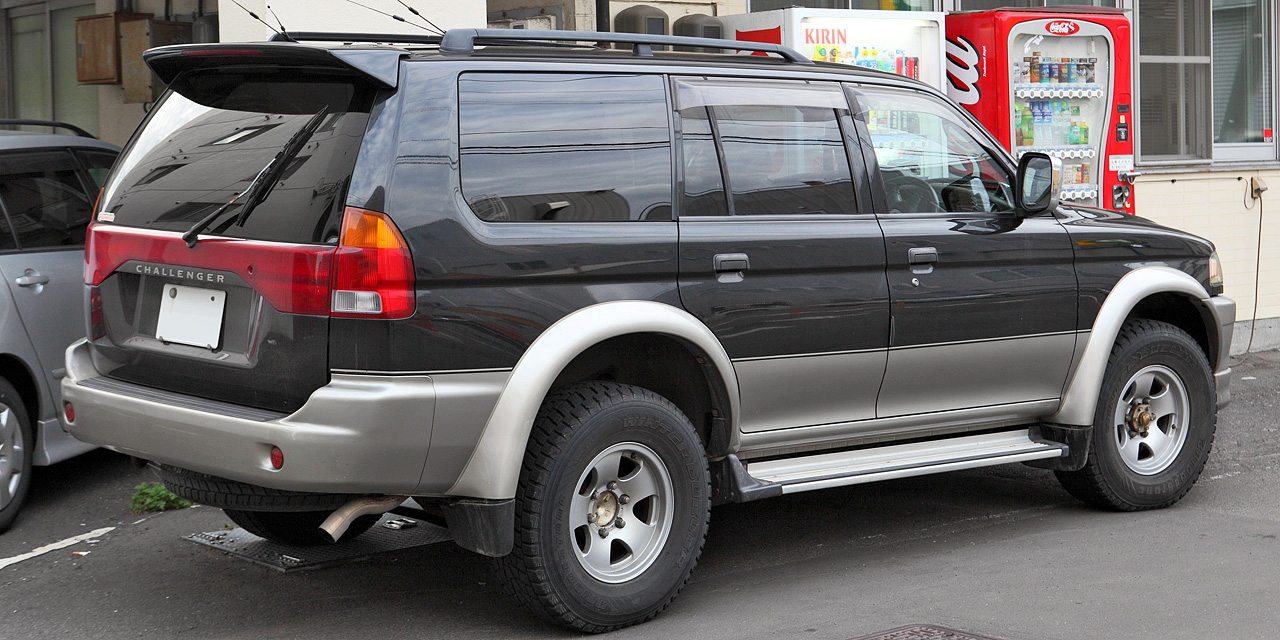
미쓰비시 챌린저(전기형) 후측면

1996년 7월에 출시되었다. 2세대 파제로를 베이스로 하고 있다. 3열 시트를 제거하고, 승용차 감각의 스포티한 느낌을 구현하였다. 테일 게이트도 옆으로 열리는 기존의 파제로와 달리, 위로 열리는 일반적인 형식을 갖추었다. 일본에서는 2001년에 에어트렉의 출시로 인하여 수출용만 생산되는 대신 국내 판매가 종료되었고, 미국에서는 엔데버의 출시로 인하여 단종되었다. 다만 유럽에서는 2008년까지 수출되었다.

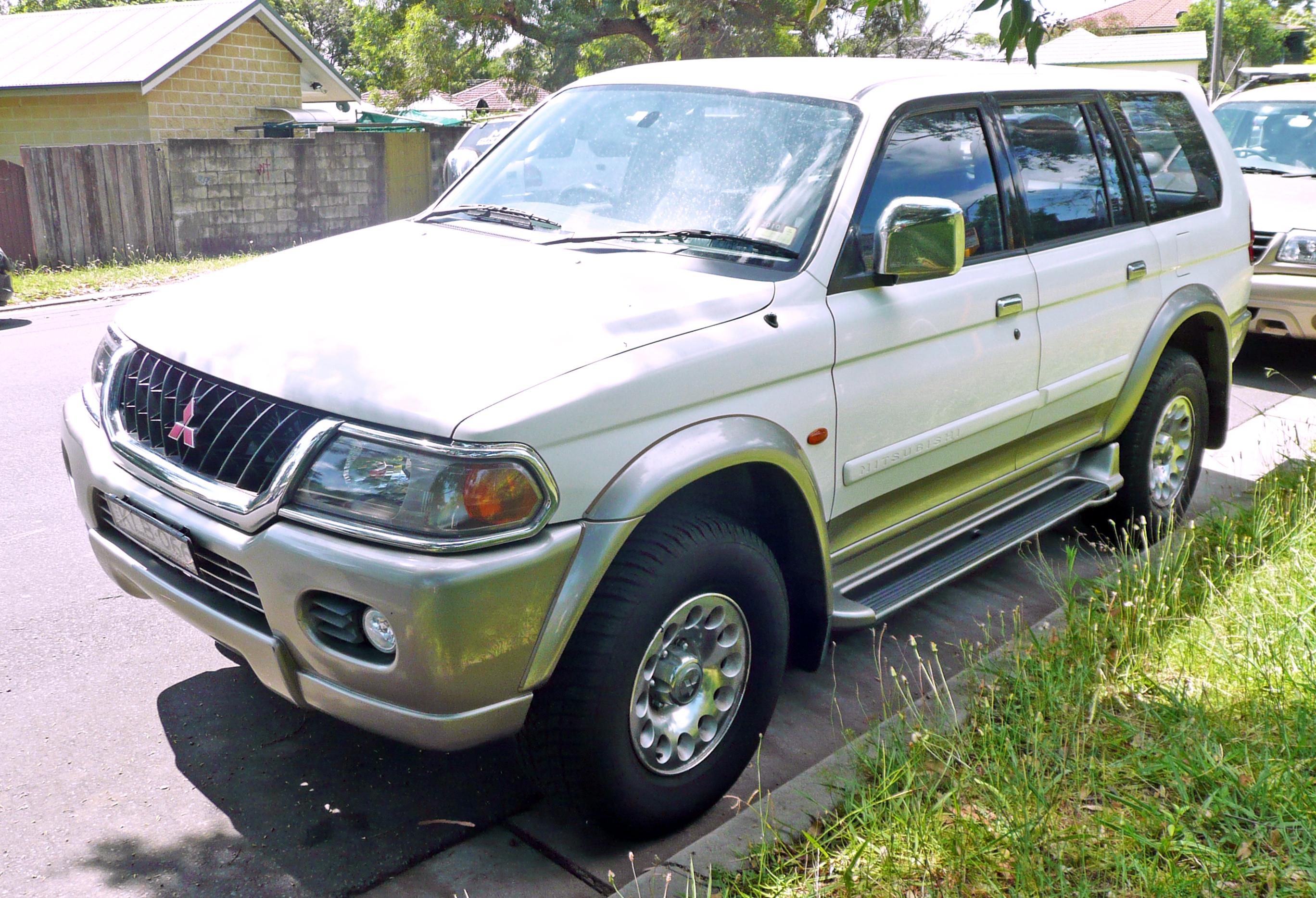
미쓰비시 챌린저(후기형) 정측면
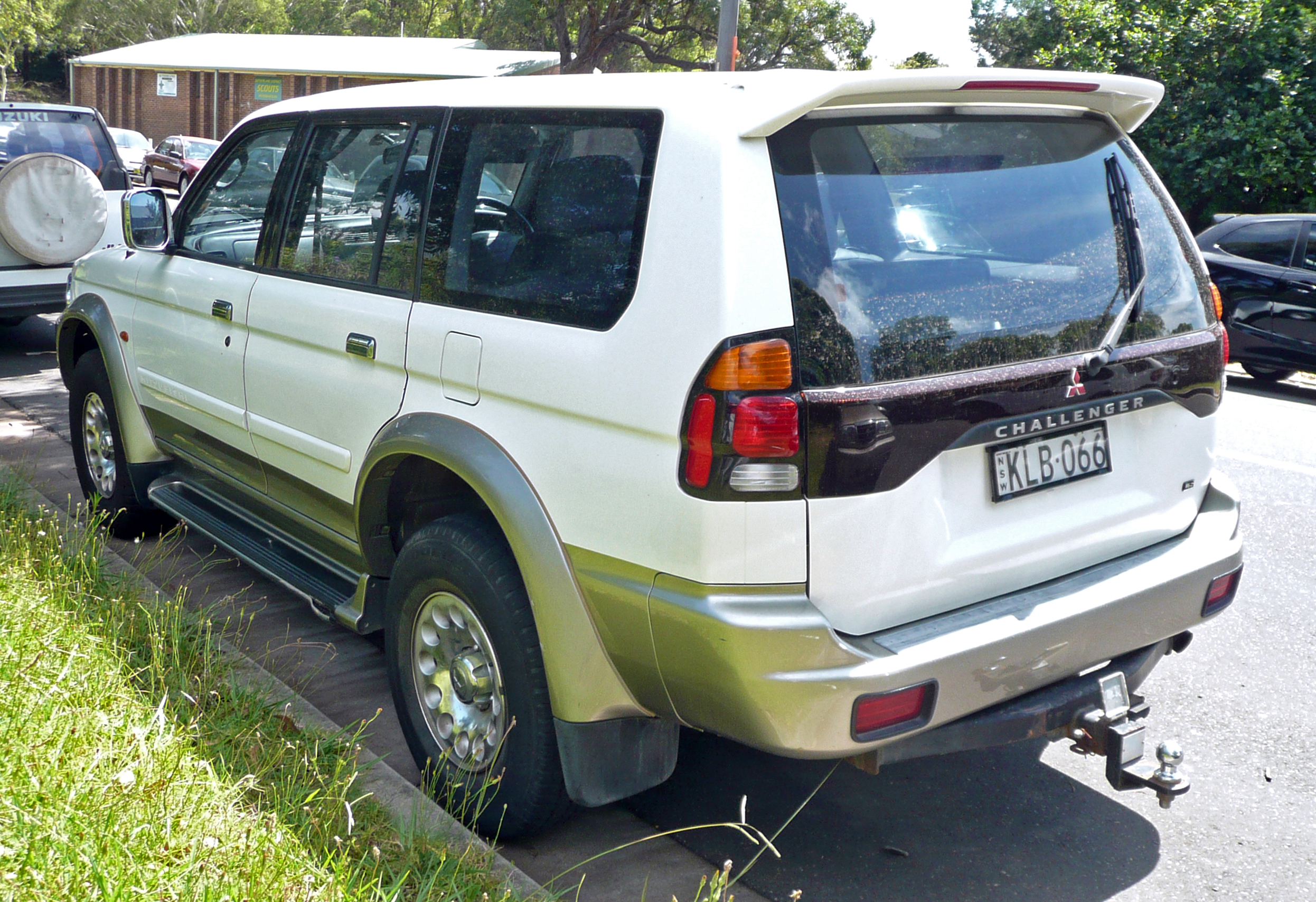
미쓰비시 챌린저(후기형) 정측면

## 2세대

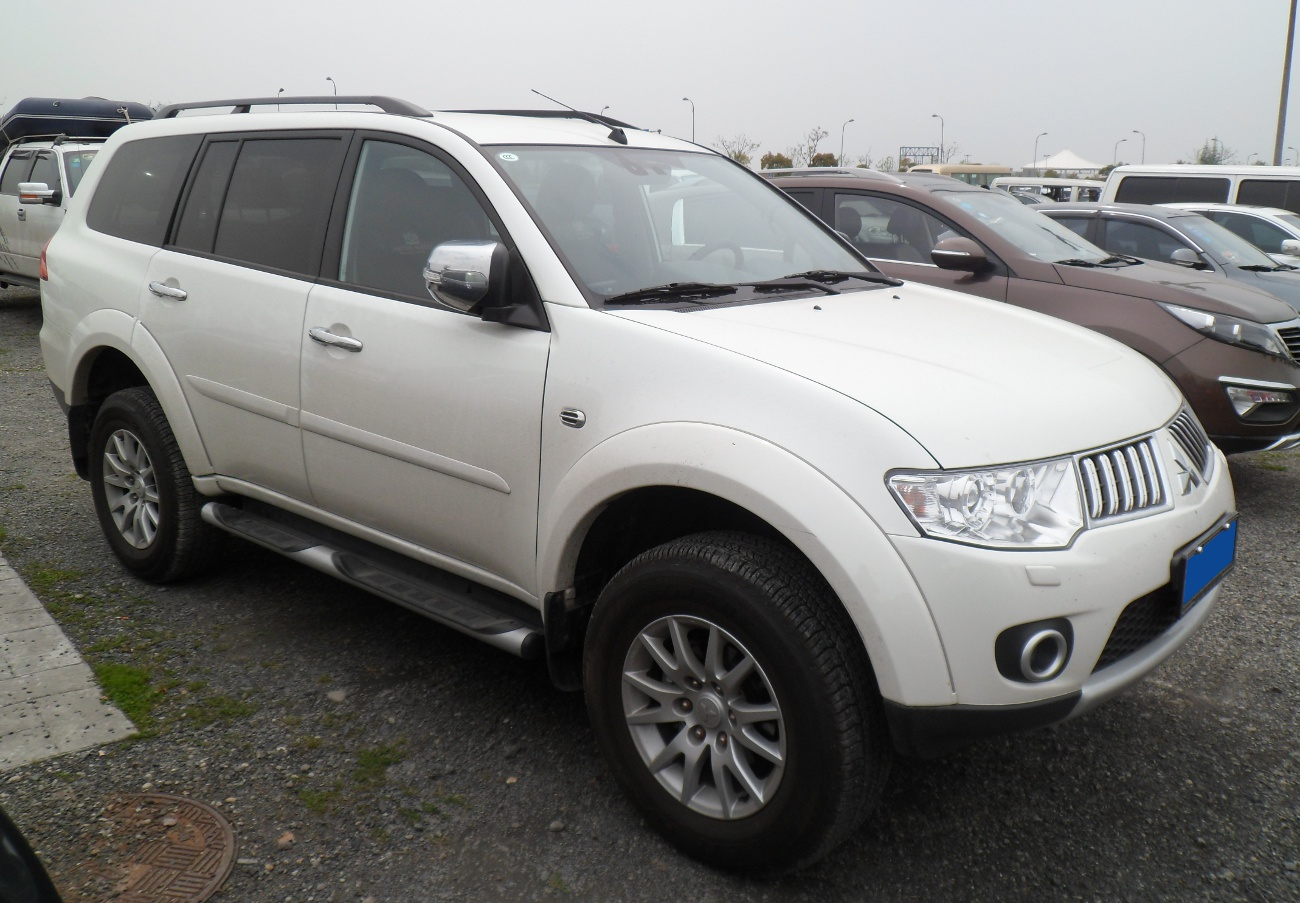
미쓰비시 파제로 스포트(전기형) 정측면

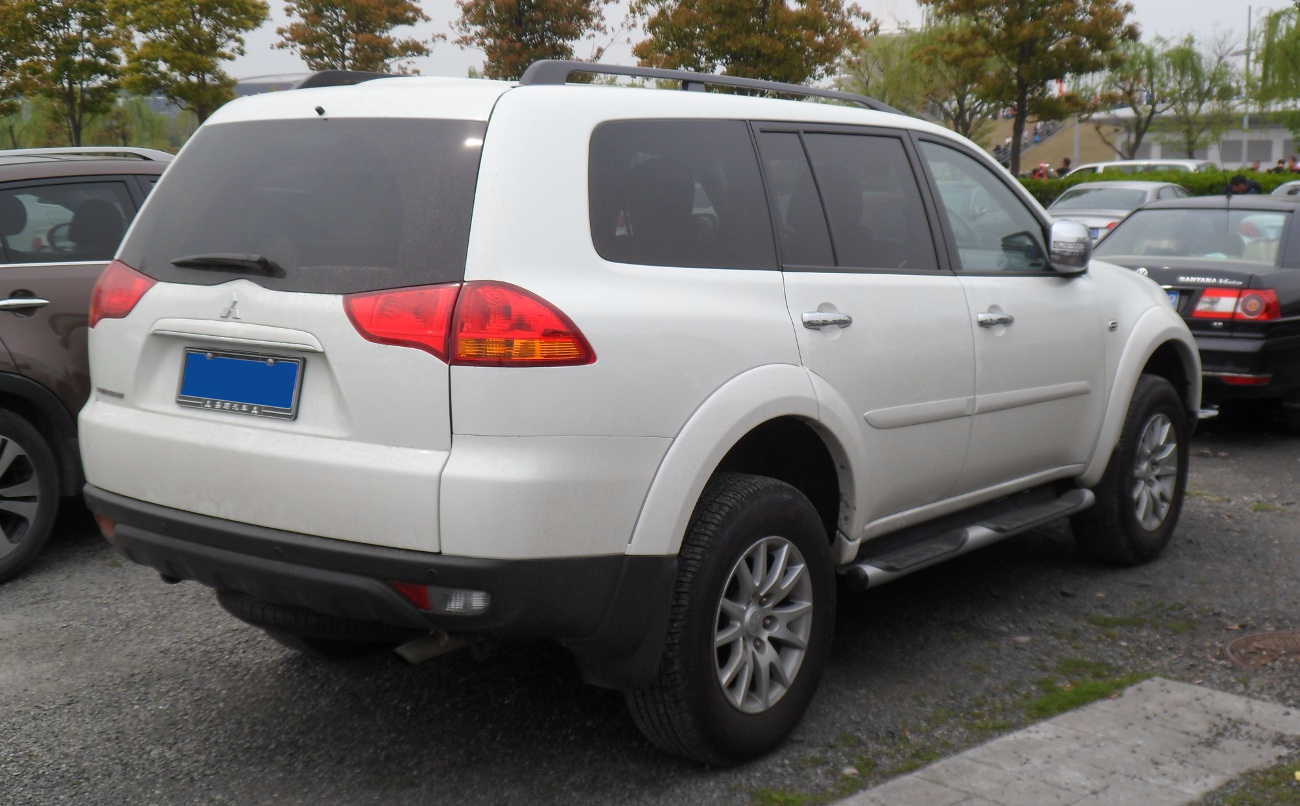
미쓰비시 파제로 스포트(전기형) 후측면

2008년 8월에 모스크바 국제 모터쇼에서 세계 최초 공개되었다. 트라이톤을 베이스로 한 프레임 차체 구조를 지녔으며, 새롭게 개발된 래더 프레임이 적용되어 기존보다 가벼운 강철을 사용하여 무게를 줄였다.

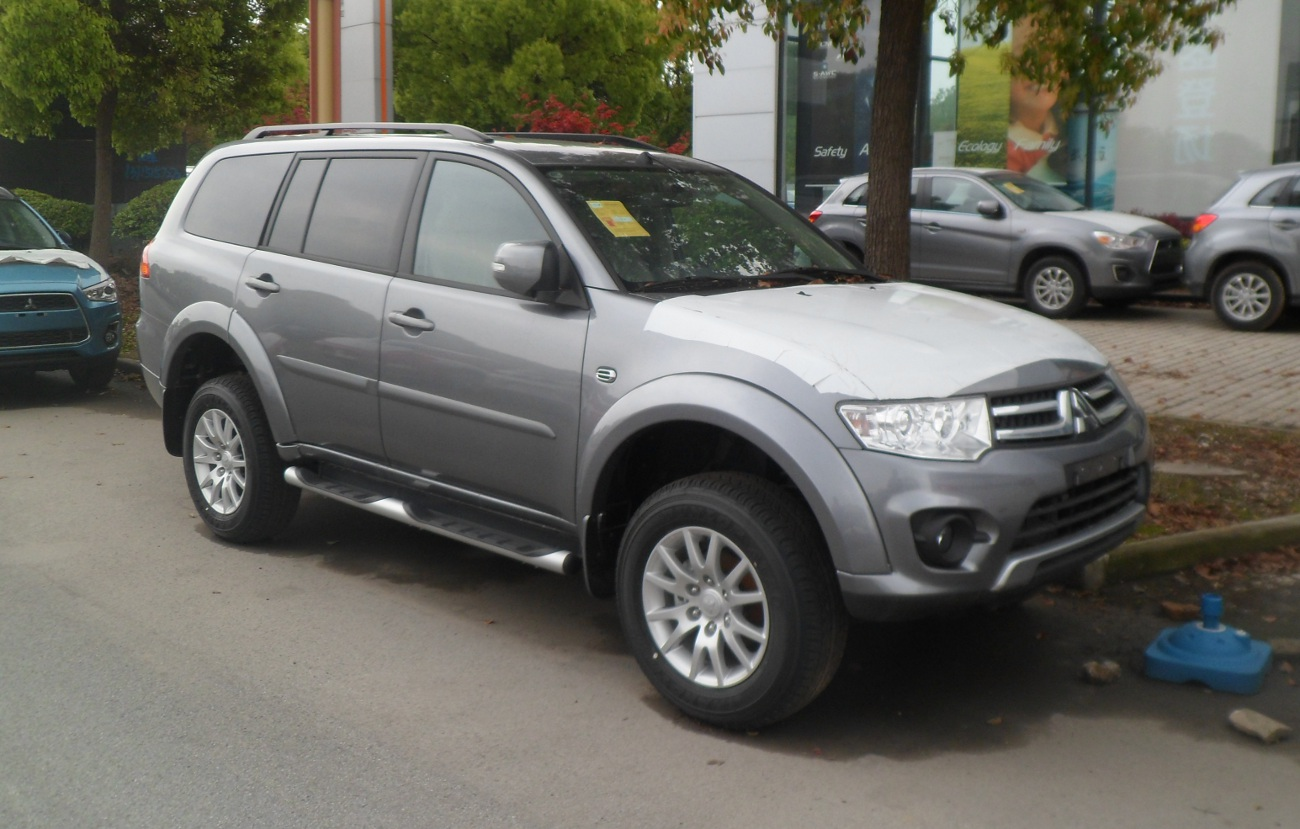
미쓰비시 파제로 스포트(후기형) 정측면
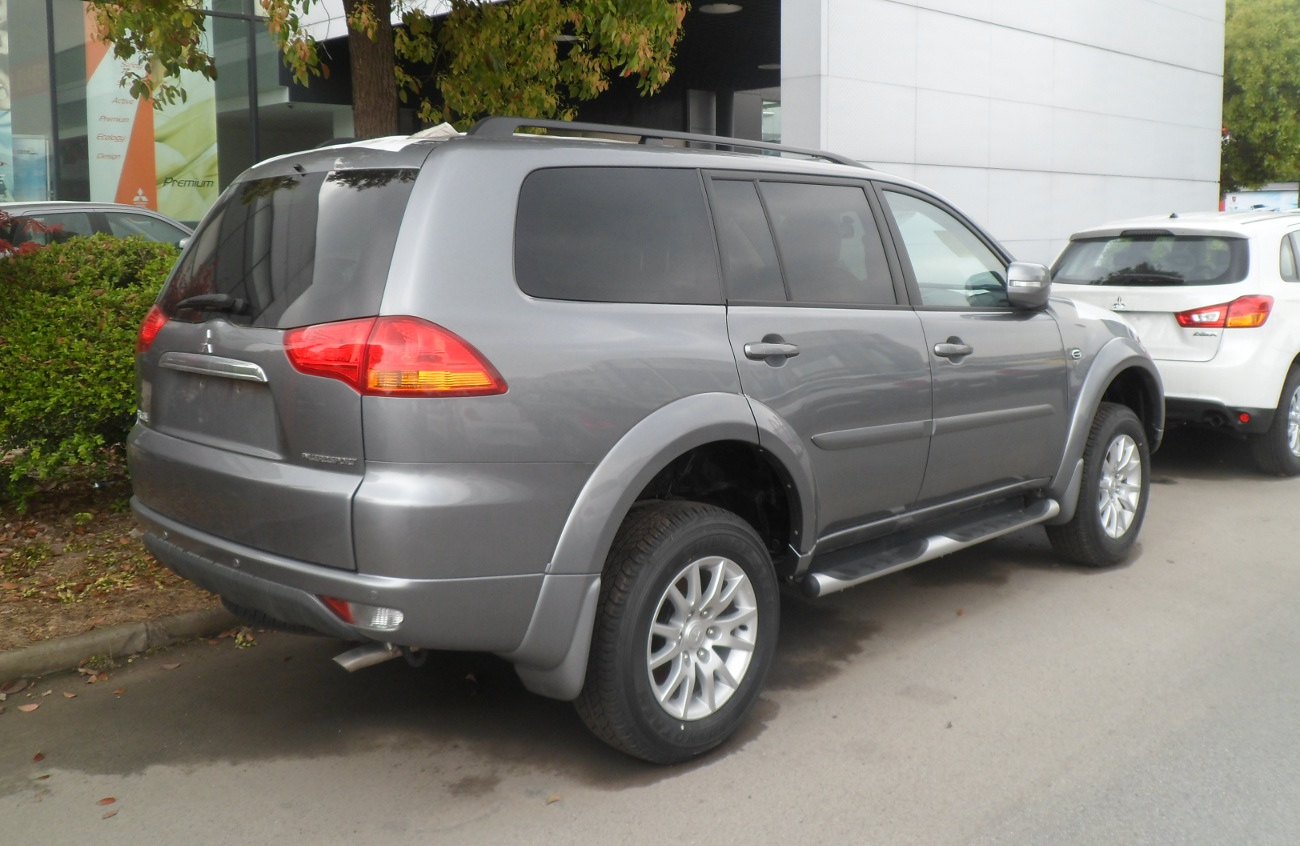
미쓰비시 파제로 스포트(후기형) 정측면

## 3세대

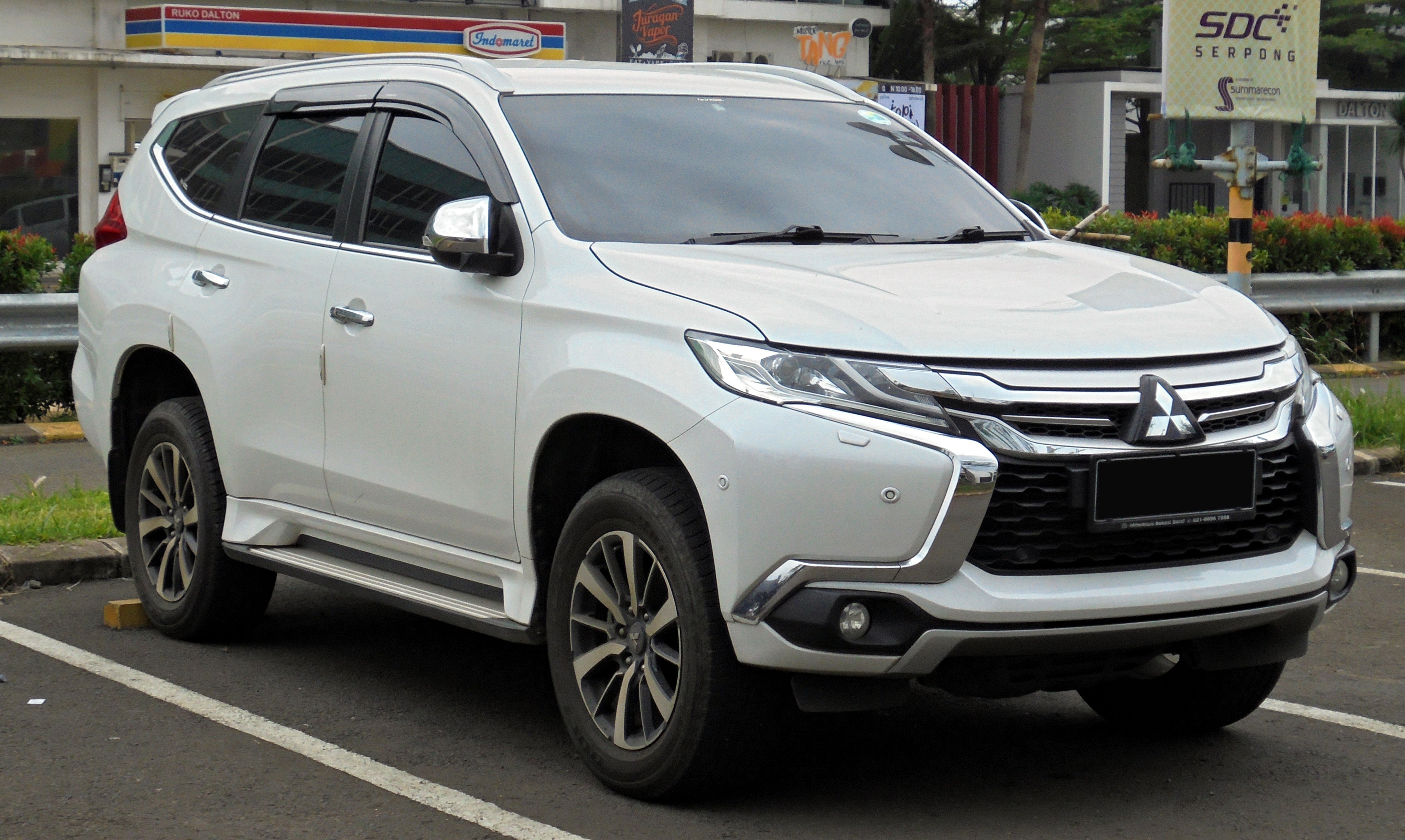
미쓰비시 파제로 스포트(전기형) 정측면

2015년 8월에 태국에서 발표되었다. 같은 해 가을부터 태국을 시작으로, 순차적으로 출시되었다. 동적 방패로 불리는 차세대 라디에이터 그릴이 적용되었다.